# Нінфа Марра
Нінфа Марра (ісп. Ninfa Marra; нар. 3 липня 1974) — колишня венесуельська тенісистка.
Найвищу одиночну позицію світового рейтингу — 333 місце досягла 12 липня 1993, парну — 240 місце — 29 березня 1993 року.
Здобула 1 одиночний та 3 парні титули туру ITF.

## Фінали ITF

### Одиночний розряд: 5 (1–4)
| Результат | Ранг | Дата              | Турнір                                  | Покриття | Суперниця          | Рахунок            |
| --------- | ---- | ----------------- | --------------------------------------- | -------- | ------------------ | ------------------ |
| Поразка   | 1.   | 10 листопада 1991 | Санто-Домінго, Домініканська Республіка | Ґрунт    | Корнелія Ґрунес    | 3–6, 6–2           |
| Перемога  | 1.   | 15 червня 1992    | Гуаякіль, Еквадор                       | Ґрунт    | Шочітль Ескобедо   | 6–3, 3–6, 6–2      |
| Поразка   | 2.   | 14 вересня 1992   | Санто-Домінго, Домініканська Республіка | Ґрунт    | Віраг Чурго        | 6–1, 6–7(6–8), 4–6 |
| Поразка   | 3.   | 18 жовтня 1992    | Сантьяго, Чилі                          | Ґрунт    | Пауліна Сепульведа | 4–6, 3–6           |
| Поразка   | 4.   | 23 квітня 1995    | Каракас, Венесуела                      | Тверде   | Елікс Крік         | 4–6, 7–5, 0–6      |

### Парний розряд: 7 (3–4)
| Результат | Ранг | Дата            | Турнір              | Покриття | Партнерка               | Суперниці                                | Рахунок       |
| --------- | ---- | --------------- | ------------------- | -------- | ----------------------- | ---------------------------------------- | ------------- |
| Перемога  | 1.   | 13 вересня 1992 | Каракас, Венесуела  | Ґрунт    | Сумара Пассус           | Марія-Фарнес Капістрано Памела Сінгман   | 6–1, 3–6, 6–2 |
| Поразка   | 1.   | 20 вересня 1992 | Богота, Колумбія    | Ґрунт    | Сумара Пассус           | Анна Молл Катажина Малець                | 3–6, 3–6      |
| Перемога  | 2.   | 27 вересня 1992 | Гуаякіль, Еквадор   | Ґрунт    | Сумара Пассус           | Флоренсія Сіанфагна Марія Фернанда Ланда | 6–1, 7–6      |
| Перемога  | 3.   | 11 жовтня 1992  | Ла-Пас, Болівія     | Ґрунт    | Марія-Фарнес Капістрано | Анна Молл Катажина Малець                | 6–0, 6–2      |
| Поразка   | 2.   | 18 жовтня 1992  | Сантьяго, Чилі      | Ґрунт    | Марія-Фарнес Капістрано | Паула Кабесас Нурія Ньємес               | 6–3, 4–6, 4–6 |
| Поразка   | 3.   | 26 жовтня 1992  | Асунсьйон, Парагвай | Ґрунт    | Магалі Бенітес          | Крістіна Розвадовскі Кароліне Стассен    | 4–6, 1–6      |
| Поразка   | 4.   | 23 квітня 1995  | Каракас, Венесуела  | Тверде   | Марія Вірхінія Франсеса | Елікс Крік Крістін Курт                  | 2–6, 6–2, 0–6 |